# برايان مور (معلق رياضي)
برايان مور (بالإنجليزية: Brian Moore)‏ هو معلق رياضي ومقدم تلفزيوني بريطاني، ولد في 28 فبراير 1932 في Benenden ‏ في المملكة المتحدة، وتوفي في 1 سبتمبر 2011 في Orpington ‏ في المملكة المتحدة.

## وصلات خارجية
- برايان مور على موقع IMDb (الإنجليزية)
- برايان مور على موقع ميوزك برينز (الإنجليزية)
- برايان مور على موقع قاعدة بيانات الفيلم (الإنجليزية)